# Rhodos
Rhodos (druhý pád Rhodu, případně Rhodosu; řecky Ρόδος, výslovnost [ˈɾo̞ðo̞s]IPA) je řecký ostrov v Egejském moři, největší z Dodekanéských ostrovů, když dosahuje rozlohy 1400 km². Na délku ostrov měří zhruba 78 km a na šířku 38 km. Leží v jihovýchodní části souostroví u pobřeží Malé Asie, od kterého jej na severu dělí průliv široký 17,5 km. U západního pobřeží se nacházejí ostrovy Chalki a Alimia, které tvoří samostatnou obec. Spolu s okolními neobydlenými ostrůvky tvoří stejnojmennou obec, jež je součástí regionální jednotky Rhodos spadající pod kraj Jižní Egeis. V blízkosti se nachází také ostrov Kos.

## Obyvatelstvo
V roce 2011 žilo na ostrově 115 490 obyvatel. Hlavním a největším městem ostrova je stejnojmenné město Rhodos (49541) a tvoří také jednu z deseti obecních jednotek obce Rhodos. Obecní jednotky se dále skládají z komunit a ty z jednotlivých sídel, tj. měst a vesnic. V závorkách je uveden počet obyvatel obecních jednotek.
- Obec Rhodos — Afantou (6911), Archangelos (7615), Atavyros (2433), Ialysos (11331), Kallithea (9364), Kameiros (4720), Lindos (3957), Petaloudes (14962), Rhodos (50636), Jižní Rhodos (3561).

## Řecká mytologie

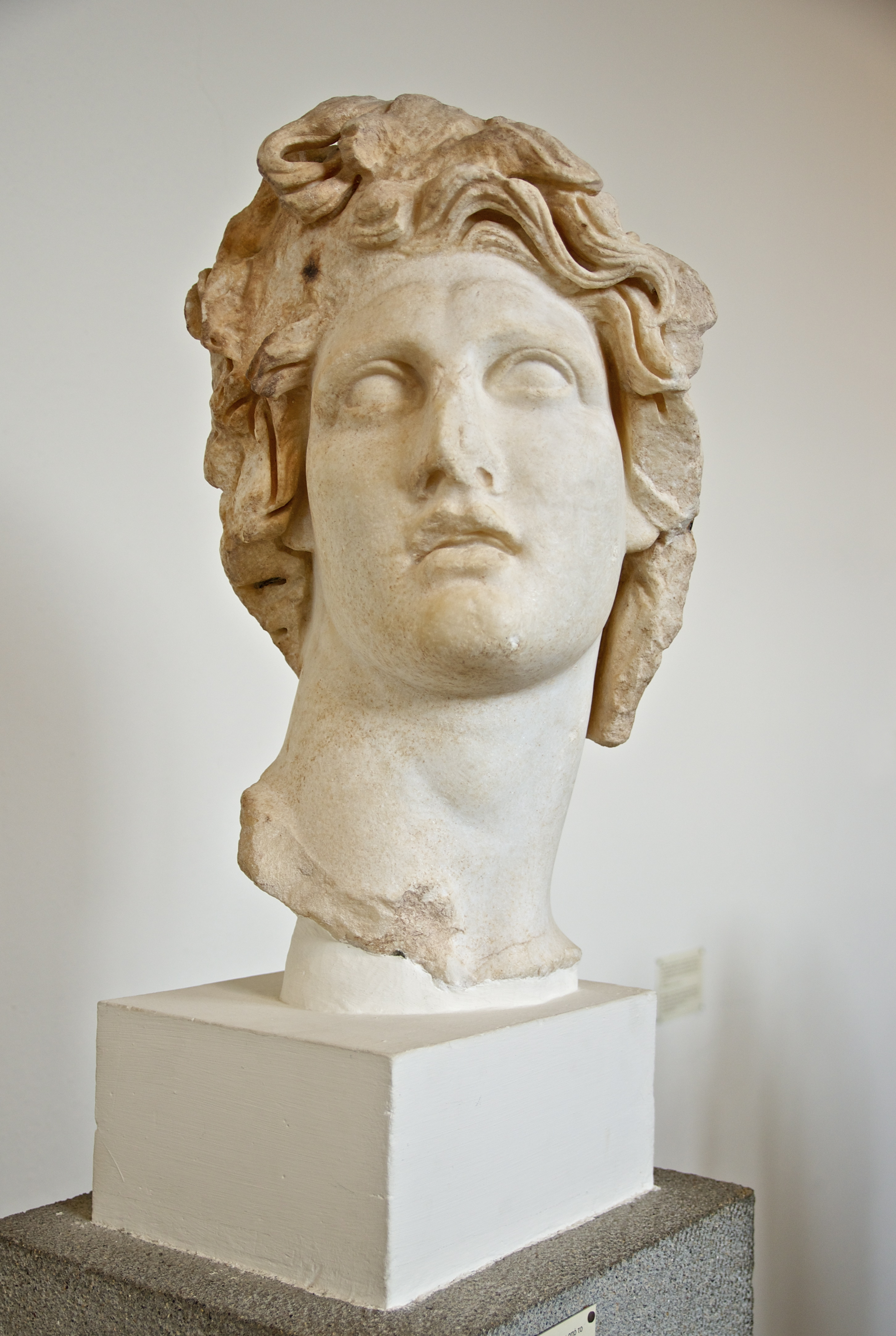
Hlava Hélia - bůh ostrova Rhodos.

Podle Pindara a dalších antických spisovatelů je původ Rhodu nerozlučně spjat s bájí o Diovi a Héliovi. Podle této báje z řecké mytologie se Zeus po vítězství nad Titány rozhodl rozdělit Zemi mezi Olympské bohy. Jediný, na koho se nedostalo, byl Hélios – bůh slunce, neboť ve chvíli, kdy se Země dělila, putoval se svým slunečním vozem po obloze a nikdo si na něj nevzpomněl. Když se vrátil a domáhal se svého podílu, Zeus ho sice politoval, ale sdělil mu, že to už není možné, neboť ostatní bohové by byli nespokojeni. Hélios tedy požádal Dia i ostatní bohy o souhlas s tím, že mu připadne země, která se sama vynoří z moře. Jakmile souhlasili, vynořil se z modrého moře ostrov. Hélios jej ozářil svým jasem a učinil jej nejkrásnějším ostrovem v Egejském moři.

## Historie

### Starověk
Rhodos je obydlen od doby kamenné. Prvními doloženými obyvateli byli Kárové, národ pocházející z Malé Asie. Ve starověku byl Rhodos znám pod různými názvy: Ophiousa (pro množství hadů), Asteria (pro jasnou oblohu a nebe plné hvězd), Makaria (pro svou krásu) a Altavyria (podle nejvyšší hory – Atavyros). Dalším jménem pro Rhodos byla Telchina podle bájných prvních obyvatel, Telchinů, kteří byli zručnými zpracovateli kovů.
Po Kárech následovali Féničané, kteří učinili z Rhodu důležité obchodní centrum. První fénickou kolonii na Rhodu založil Kadmos, který zde také zavedl první abecedu. Dalšími obyvateli byli Minójci z Kréty.
Okolo r. 1400 př. n. l. přišli z řecké pevniny přišli Achájové, kteří na Rhodu vybudovali silný stát. O století později dorazili na ostrov agresivní Dórové, kteří ostrov ovládli a založili mocná města Lindos, Ialysos a Kamiros.
Rhodská kolonizace Středomoří začala podle Strabóna mnoho let před založením Olympských her (8. stol. př. n. l.). Na počátku 8. století př. n. l. již Rhoďané vybudovali silnou flotu, která jim umožnila hrát aktivní roli v procesu řecké kolonizace a etablovat se jako významná síla v obchodu mezi Egejským mořem, Kyprem a přístavy východního Středomoří. Do r. 600 př. n. l. tato města kolonizovala celé pobřeží Malé Asie, Sicílie, Francie a Španělska.

### Klasické období

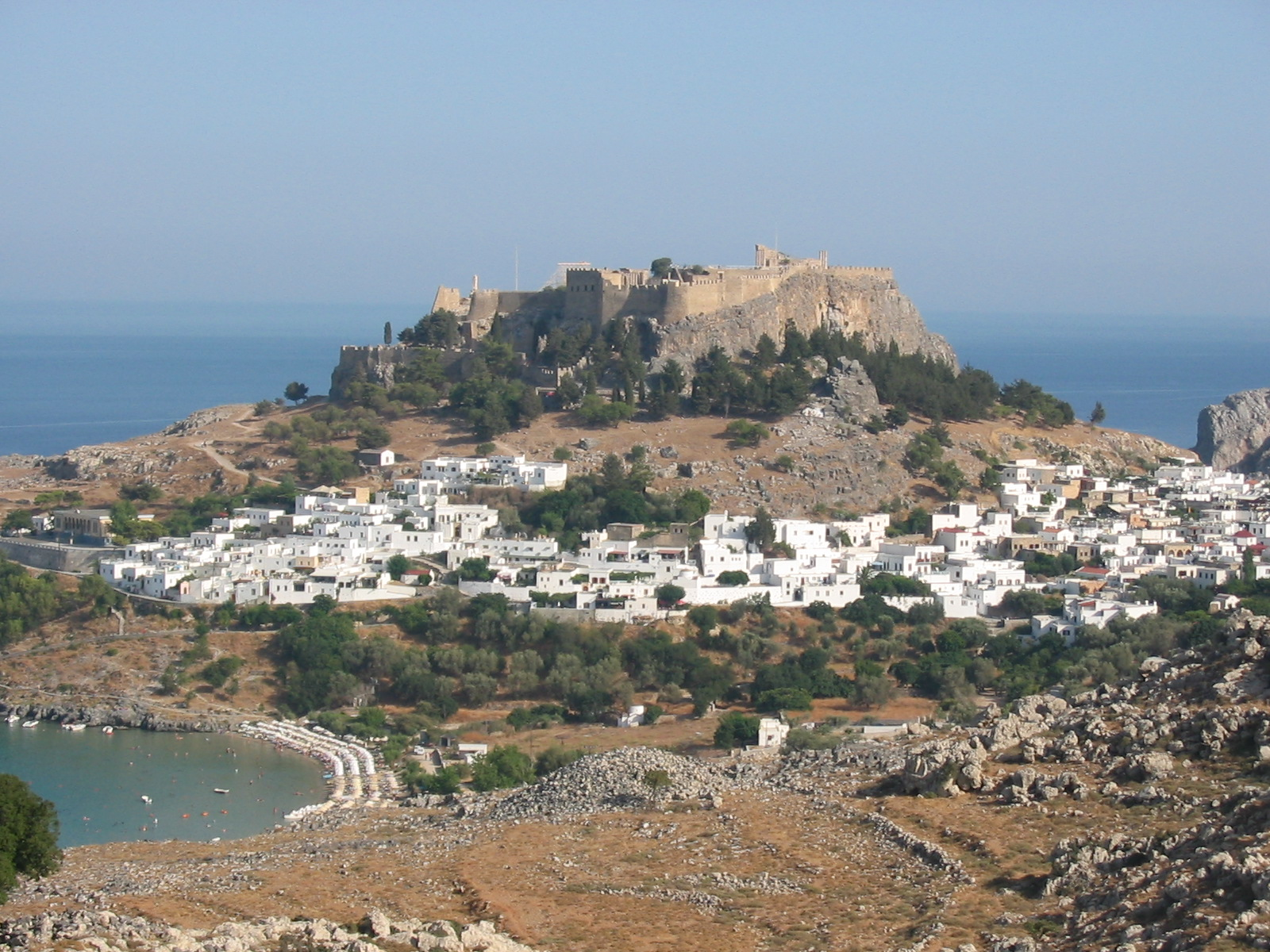
Lindos - Akropole a pevnost johanitů

Původně byla rhodská města administrativně nezávislá. Později se spojila s dalšími dórskými městy Kós, Knidos a Halikarnassos a vytvořila federaci šesti dórských měst, tzv. Dórské Hexapolis. Rozvoj Hexapole dále posílil postavení ostrova na jižní hranici řeckého světa a po roce 700 př. n. l. vystřídali Rhoďané Euboeany v hlavním obchodním přístavu Al Mina v Sýrii. Kolonie Phaselis v Lýkii byla založena jako zásobovací skladiště pro rhodskou flotu plující podél jižních břehů Malé Asie, a rhoská přítomnost v Kilikii byla upevněna založením další kolonie v Soloi. Ve stejné době ve spolupráci s Kréťany a Teliany vybudovali Rhoďané kolonii Gela na Sicílii. Rhodská expanze ve středním a západním Středomoří byla pokračovala vytěsněním Theranů a kolonizací Kyrény. Podle tradice byly rhodskými koloniemi také Rhode ve Španělsku (dnešní Rosas nebo Roses) Ebousos (Ebysos) na Baleárech (dnešní Ibiza). V r. 696 př. n. l. byl naopak dobytím Kilikie Asyřany ztracen Tarsus, který byl rhodskou kolonií přibližně od roku 800 př. n. l. Po roce 615 se Rhoďané spolu s dalšími maloasijskými a egejskými řeckými obchodníky usadili v Naukratisu v Egyptě (z poč. 6. století př. n. l. jsou známa vytesaná jména dvou ialysoských žoldnéřů, Telefa a Anaxenora, na egyptských sochách v Abú-Simbelu v Núbii).
V 5. století př. n. l. se nakrátko dostal Rhodos pod nadvládu Peršanů. Když Řekové Peršany porazili, stal se Rhodos členem Délského námořního spolku. Během peloponéské války (431 př. n. l. – 404 př. n. l.) si Rhoďané uvědomili potřebu jednotné síly, a v r. 408 př. n. l. založili společnými silami všech tří zakladatelských měst postavit nové hlavní město, pojmenované názvem ostrova: Rhodos. To se brzy stalo centrem ostrova, na úkor především postupně upadajícího blízkého Ialyssosu.

### Helénistické období
V době helénismu bylo město pod vlivem dvou řeckých mocností: Athén a Sparty. Rhoďané však neztráceli čas. Jakmile se karta začala obracet na stranu Makedonie, uzavřeli nové spojenectví a již při obléhání Tyru aktivně pomáhali Alexandru Velikému. Ve chvíli, kdy se rozpadala Alexandrova říše, navázali úzké obchodní i politické svazky s ptolemaiovskou dynastií v Egyptě. Vládce Malé Asie a Sýrie, Antigonos to vyhodnotil jako důvod k válce a v létě roku 305 př. n. l. poslal svého syna Démétria Poliorkéta dobývat Rhodos. Obléhání trvalo po celý rok a Demetrios proslulý svými jedinečnými obléhacími zařízeními (jeho přízvisko Poliorkétés znamená „Dobyvatel měst“) odešel poražen. Demetriova porážka znamenala pro Rhodos další rozkvět a jeho moc dosáhla vrcholu. V této době zde žili nejznámější umělci, spisovatelé a filosofové.

### Římské období
Zasahování Říma do záležitostí Řecka a východního Středomoří zesílilo na konci 3. století př. n. l. Rhoďané zaujímali k Římu přátelský postoj, leč Římané hodlali rázně omezit moc ostrova. Prohlásili Délos za svobodný přístav a tím významně přiškrtili rhodský obchod a donutili Rhodos k dohodě o spojenectví.
Tato dohoda se ukázala být pro Rhodos katastrofou. Po zavraždění Julia Caesara odmítli Rhoďané vystoupit proti nepřátelům Gaia Cassia (jednoho z Caesarových vrahů) – Egyptu, se kterým je rovněž vázaly spojenecké svazky. Cassius zaútočil a v roce 42 př. n. l. Rhodos dobyl, většinu ostrova zdevastoval a odvezl z něj více než 3000 uměleckých děl. Úpadek dokončil císař Dioklecián, který připojil Rhodos k římskému impériu jako provincii – Insulae.

### Byzantské období

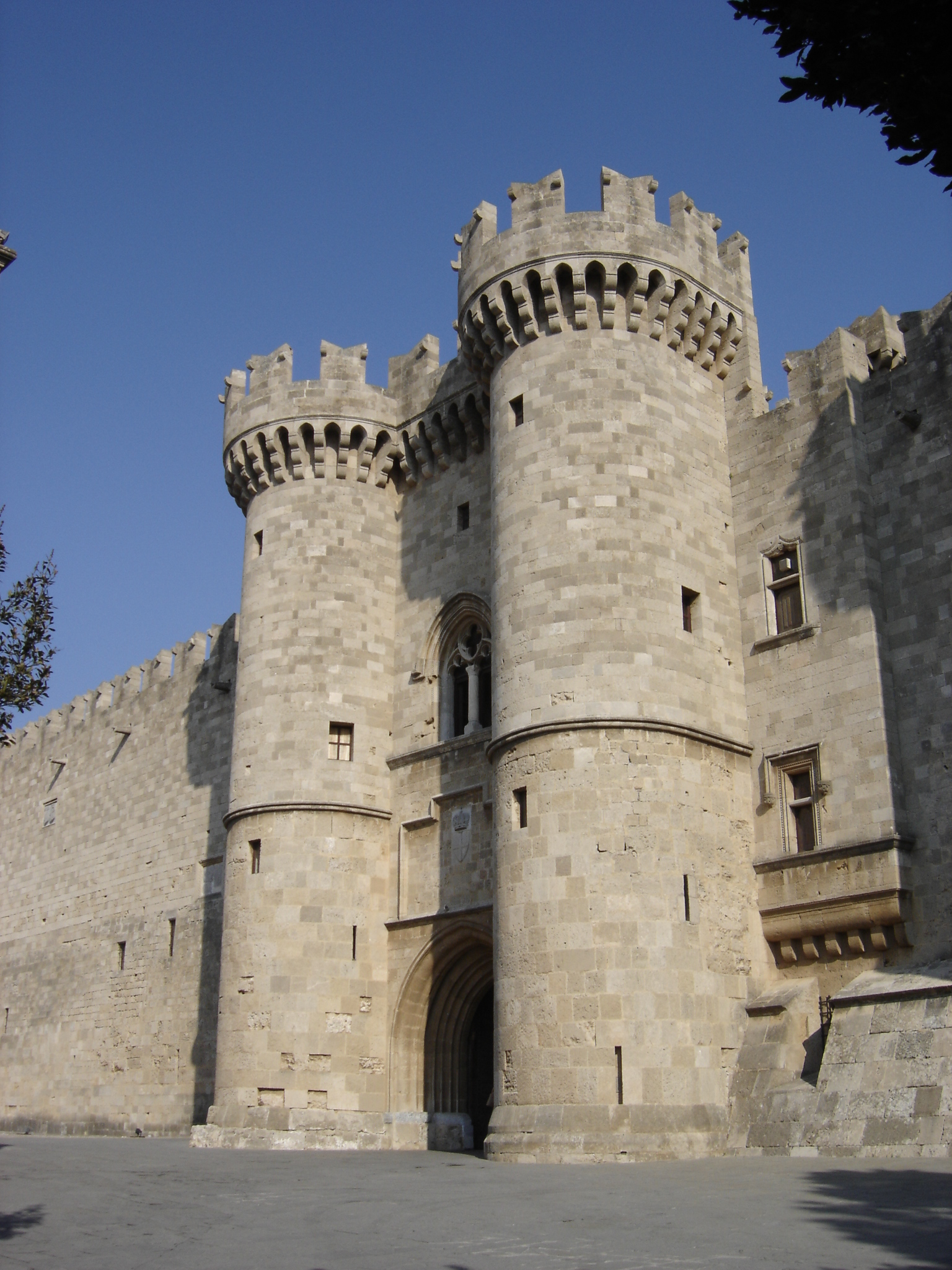
Zrekonstruovaný Palác velmistra v Rhodu

Po rozdělení římského impéria (314 n. l.) připadl Rhodos východořímské říši. Do této doby spadá „Mezinárodní námořní zákon rhodský“ (Nomos Rhodion Nautikos), který je jedním z nejdůležitějších raných právních dokumentů světa. Město Rhodos bylo roku 514 zničeno zemětřesením a znovuvybudováno císařem Anastasiem I. V průběhu římsko-perských válek byl Rhodos roku 620 obsazen Peršany. Arabští nájezdníci přepadli město v roce 653 a zničili jeho památky. Nájezdy Saracénů trvaly až do roku 718, kdy byzantská flota zničila saracénské lodě „řeckým ohněm“. V 9. století pustošili ostrov Arabové Hárúna ar-Rašída. Teprve v 11. století nastala renesance obchodního významu ostrova díky křižákům, kteří byli odtud zásobováni zbožím, loděmi i žoldnéři.
Když křižáci v roce 1204 dobyli během čtvrté křížové výpravy Konstantinopol, jejich velitel Leon Gavalas, který pocházel z Konstantinopole, se prohlásil dědičným despotou Rhodu a vládl zde do roku 1246, kdy byl ostrov dobyt Janovany. Byzantská říše získala ostrov formálně zpět v roce 1261, ale ve skutečnosti zde stále vládli Janované a jejich admirálové. V roce 1306 Vignolo Vignoli, jeden z těchto admirálů, prodal ostrovy Rhodos, Kós a Leros rytířům Řádu sv. Jana Jeruzalémského. Formálně se tedy Rhodos stal majetkem Řádu, ale ten musel až do roku 1309 o ostrov bojovat s místním obyvatelstvem. Johanité ho obsadili mj. i proto, že Byzanc na něm usazovala muslimské maloasijské Turky.
Křižáci vtiskli ostrovu nezaměnitelný ráz, který se dochoval až do dnešních časů: nedobytné pevnosti, hrady, brány, kostely, nemocnice, ubytovací zařízení a paláce. Pod jejich vládou se Rhodos opět vynořil ze zapomnění a stal se nejvýznamnější silou ve východním Středomoří. Největší florentské obchodní a bankovní domy otevřely na ostrově své pobočky. Rhodos se tak stal východní baštou západoevropského vlivu a jeho přístav nejdůležitějším centrem obchodu mezi východem a západem. Roku 1480 se Řádu podařilo ostrov uhájit před tureckou invazí.
Vláda johanitů trvala 213 let až do 29. prosince 1522, kdy poslední velmistr Řádu, Philippe Villiers de L'Isle-Adam, byl po šestiměsíčním obléhání donucen předat ostrov Sulejmanovi Nádhernému. Stalo se tak po šestiměsíčním obléhání a zradou. Po pádu Rhodu zprostředkoval římský císař a španělský král Karel V. pro Řád nový domov na Maltě a Řád získal jméno pod kterým je znám dodnes - Řád maltézských rytířů. Je zde od té doby katolická minorita. Arcidiecéze Rhodos (vznikla 28. března 1928) měla v roce 2014 ve 3 farnostech 2 řeholní kněze, 2 řeholníky a 3 010 věřících. Tvořili tak 2 % ze 151 500 obyvatel.

### Osmanská nadvláda a italská okupace
Během osmanské okupace ostrovu vládl Kapudan paša a město se stalo hlavním městem Egejské provincie Osmanské říše. Sídlil zde hlavní správce této provincie. Rhodští Řekové museli opustit město a usídlit se mimo jeho hradby. Turkům se však nikdy nepodařilo ovládnout celý ostrov a Turci vždy tvořili na Rhodu pouze menšinu. Proto si některá města (zejména Lindos) podržela jistou dávku samostatnosti včetně hospodářské prosperity.
Turci okupovali ostrov až do roku 1912. V tomto roce Italové během italsko-turecké války s pomocí místních Řeků obsadili Rhodos. Zpočátku zacházeli s místním obyvatelstvem dobře, neboť očekávali brzké vytvoření italsko-řecké unie. V polovině roku 1919 byla na Pařížské mírové konferenci uzavřena dohoda mezi řeckým předsedou vlády Venizelosem a italským ministrem zahraničí Tittonim, v níž italská strana souhlasila s odstoupením Dodekanéských ostrovů Řecku (ovšem právě s výjimkou největšího Rhodu, který měl být navrácen až na základě referenda a to až poté co Britové předají ostrov Kypr Řecku). Po řecké porážce ve válce s Tureckem Itálie od dohody odstoupila a ostrovy anektovala. 
Nástup fašismu později vedl k politice expanze a Italové odmítli poskytnout obyvatelstvu Rhodu právo na sebeurčení. To se stalo podnětem k ozbrojenému odporu. V době italské nadvlády byly věnovány značné prostředky na ochranu a rekonstrukci historických památek s jednostranným zaměřením na dobu vlády Johanitů. Z této doby pochází např. obnova Paláce velmistra, kostela sv. Jana a historického přístavu.
Po porážce Osy spravovala všechny Dodekanéské ostrovy britská administrativa až do 7. března 1948, kdy se Rhodos stal součástí Řecka.

## Ekonomika
Ekonomika je zaměřena na turisty. Malé podniky zpracovávají suroviny z dovozu pro místní prodej. Zemědělství se zaměřuje na rostlinnou výrobu, chov skotu, rybolov a vinařství.

## Citát
| „ | Hic Rhodus! Hic salta! | “ |

Věta znamená „Zde je Rhodos, zde skákej“. Citát byl údajně pronesen v situaci, kdy se kterýsi atlet chlubil, jak daleko doskočil na Rhodu. Je ho tedy možné přeložit jako „teď a tady ukaž co umíš“.

## Turistické cíle
- Údolí Motýlů (Petaloudes)
- město Rhodos
- aquapark ve Faliraki
- Asklipio
- Ialysos
- Kritinia
- Mesanagros
- Prasonissi
- Moni Tsambika
- Sedm pramenů
- Lindos
- Kamiros

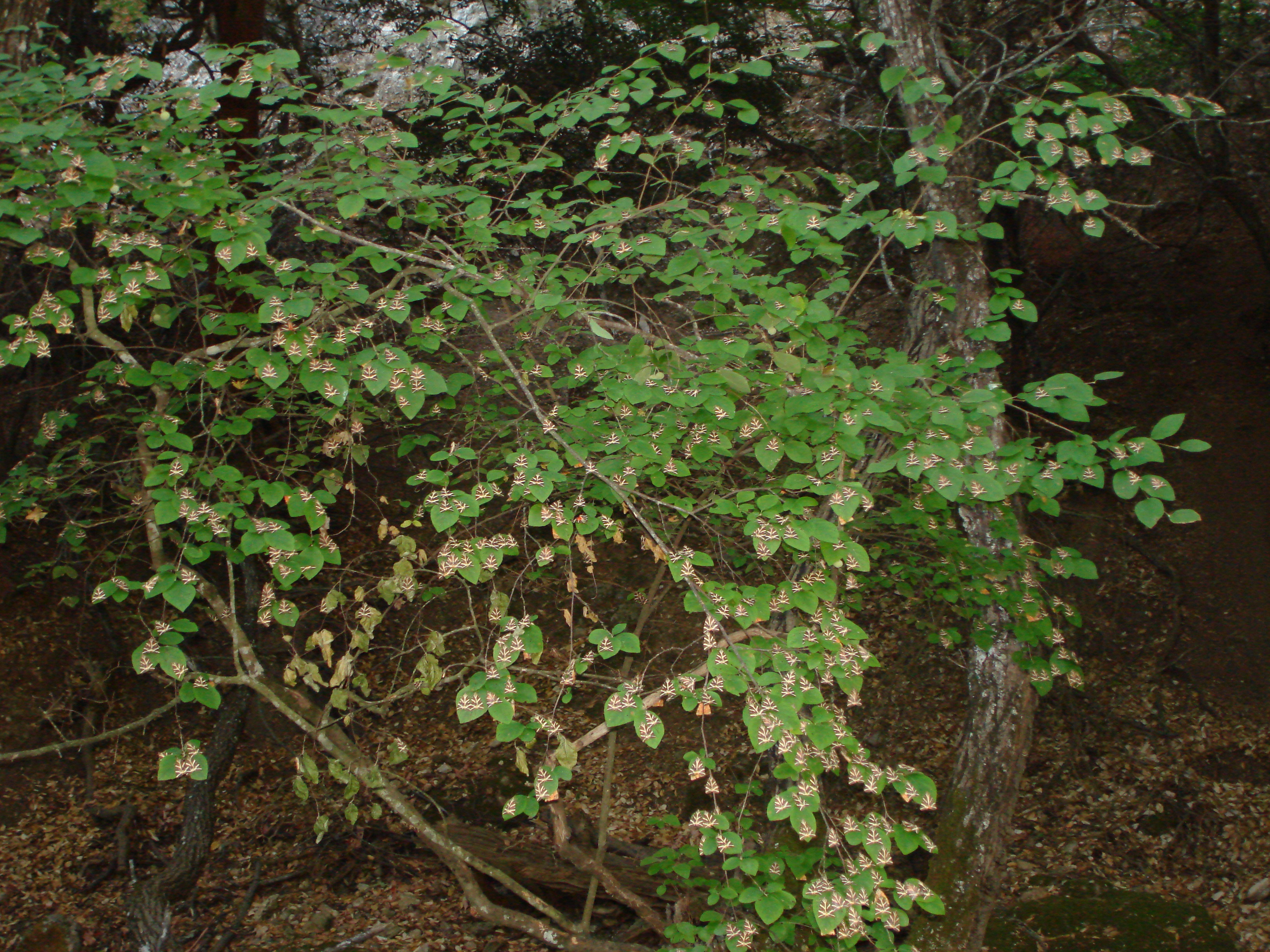
Údolí Motýlů

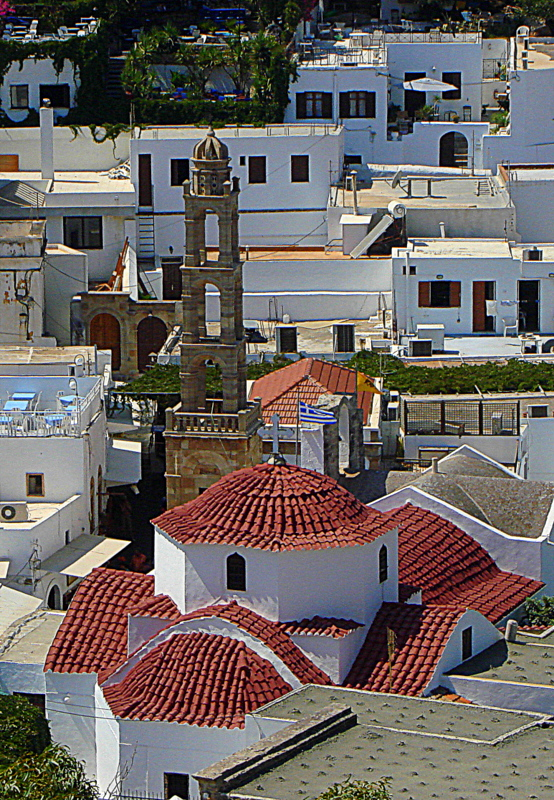
Lindos

Na východním pobřeží lze navštívit zříceniny johanitských hradů Feraklos a Lindos, na západním pak Monolithos a Kritinia.